# Mary Ellen Solt
Mary Ellen Solt (* 8. Juli 1920 in Gilmore City, Iowa; † 21. Juni 2007 in Santa Clarita, Kalifornien) war eine US-amerikanische Dichterin der Konkreten und Visuellen Poesie, Literaturwissenschaftlerin und Hochschullehrerin.

## Leben und Werk
Solt, geborene Bottom, war mit dem Historiker (Englische Geschichte, Puritanismus) Leo Frank Solt (1921–1994) verheiratet. Sie besuchte das Iowa State Teachers College und erwarb den M.A. in Englischer Literatur an der University of Iowa. Beide unterrichteten ab 1955 an der Indiana University in Bloomington. Sie unterrichtete von 1970 bis 1991 am Institut für Vergleichende Literaturwissenschaft und war von 1977 bis 1984 dazu die Leiterin des dortigen Polish Studies Center. Sie zog 1996 zu ihrer Tochter Susan nach Santa Clarita in Kalifornien.
In einem Beitrag zu Emmett Williamss Anthologie der Konkreten Poesie gab sie an: Im August 1962 besuchte sie Ian Hamilton Finlay  in Edinburgh, der ihr den Band Poesia Concreta zeigte, den sie selbst im Dezember 1962 durch Augusto de Campos erwarb. Mit Hilfe eines portugiesischen Wörterbuches studierte sie diese brasilianische Konkrete Poesie mit wachsendem Interesse. Im Frühling 1963 begann sie selbst, Blumengedichte in visuelle Form zu bringen, jedoch nicht in der Intention der Brasilianer aus der Gruppe Noigandres, deren kunsttheoretische Ansätze sie in eigener Weise umsetzte.
Ihr Werk Flowers in Concrete wurde 1966 von der University of Indiana veröffentlicht. Als magnum opus gilt ihre mit Willis Barnstorne herausgegebene Anthologie Concrete Poetry. A World View von 1968, von der die New York Times schrieb, sie sei eine der besten Anthologien für diese Gattung.
Bei der Umsetzung in Druckform fand sie in John Dearstyne einen kongenialen Typografen und Drucker für ihre in Blumenform entworfenen Gedichte.

## Veröffentlichungen

### Dichtungen (Auswahl)
- Flowers in concrete. Designed and printed by John Dearstyne. Design Program, Fine Arts Department. Indiana University, [Bloomington] 1966. (29 ungezählte Seiten, Auflage: 135)

Hervorzuheben sind die Gedichte „Forsythia“, „Lilac“ und „Geranium“.
- The Peoplemover : 1968.  A Demonstration Poem. West Coast Poetry Review, Reno, Nevada 1978 (114 S.).
- A Trilogy of Rain. Finial Press, Urbana, Illinois 1970 (ungezählt; Auflage: 30)
- Marriage. Illinois, circa 1975 (10 ungezählte Blatt; Auflage: 50)
- Time. Carnegie-Mellon University Press, [Pittsburgh] 1978 (ungezählt; Maße: 28 × 71 cm)
- Picpus : 7-9 messidor, an II de la République. Wild Hawthorn Press, [Dunsyre, Lanark] 1995 (55 ungezählte Seiten).